# Scott Derrickson

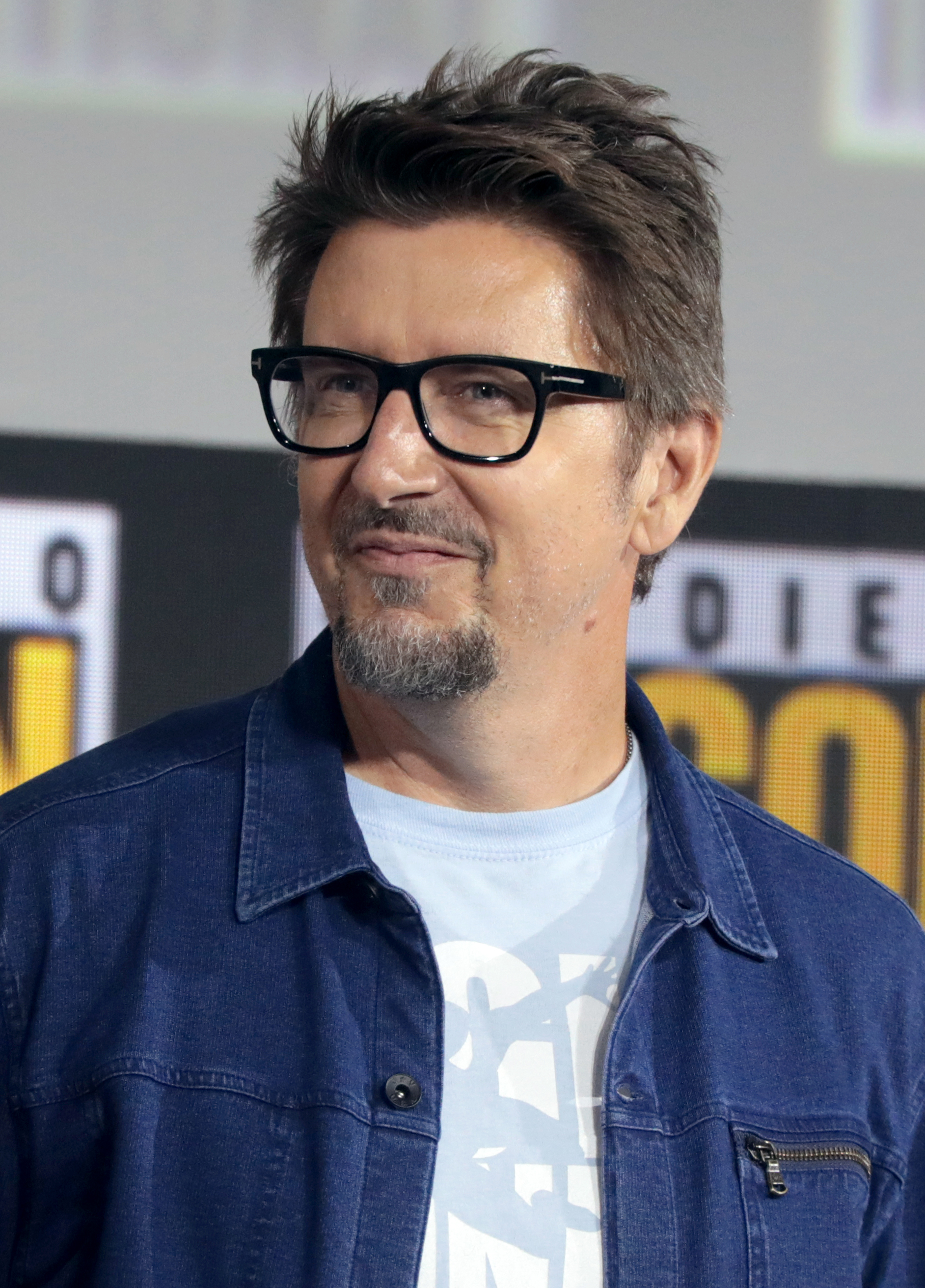
Scott Derrickson auf der San Diego Comic-Con im Juli 2019

Scott Derrickson (* 16. Juli 1966 in Denver) ist ein US-amerikanischer Drehbuchautor und Regisseur.

## Leben
Sein Durchbruch als Regisseur gelang ihm 2000 mit dem Film Hellraiser V – Inferno. Im selben Jahr verfasste er das Drehbuch zu dem Horrorfilm Düstere Legenden 2. Im Jahr 2004 entstand unter der Regie von Wim Wenders der Film Land of Plenty, der auf einer Geschichte von Derrickson basiert. 2005 inszenierte er, nach einer wahren Begebenheit den Horror-Thriller Der Exorzismus von Emily Rose. 2008 verfilmte er Robert Wises Science-Fiction-Klassiker Der Tag, an dem die Erde stillstand neu. 2016 erschien die von ihm inszenierte Comicverfilmung Doctor Strange.
Im November 2018 fiel sein Haus den Waldbränden in Kalifornien zum Opfer.

## Filmografie

### Als Regisseur
- 1995: Love in the Ruins
- 2000: Hellraiser V – Inferno (Hellraiser: Inferno)
- 2005: Der Exorzismus von Emily Rose (The Exorcism of Emily Rose)
- 2008: Der Tag, an dem die Erde stillstand (The Day the Earth Stood Still)
- 2012: Sinister
- 2014: Erlöse uns von dem Bösen (Deliver Us from Evil)
- 2016: Doctor Strange
- 2021: The Black Phone
- 2023: V/H/S/85 (Segment Dreamkill)
- 2025: The Gorge

### Als Drehbuchautor
- 1995: Love in the Ruins
- 2000: Hellraiser V – Inferno (Hellraiser: Inferno)
- 2000: Düstere Legenden 2 (Urban Legends: Final Cut)
- 2004: Land of Plenty – Regie: Wim Wenders
- 2005: Der Exorzismus von Emily Rose (The Exorcism of Emily Rose)
- 2012: Sinister
- 2013: Devil’s Knot – Im Schatten der Wahrheit (Devil’s Knot)
- 2014: Erlöse uns von dem Bösen (Deliver Us from Evil)
- 2015: Sinister 2
- 2021: The Black Phone
- 2023: V/H/S/85 (Segment Dreamkill)